# Alchemilla polonica
Alchemilla polonica — вид квіткових рослин з родини трояндових (Rosaceae). Ареал: Південна Польща (Татри), Північна Словаччина (Татри).